# Két változó sztochasztikus különbségének mérése

## Sztochasztikus egyenlőség
Legyen X és Y két valószínűségi változó. Ha a V=Y-X különbségváltozó folytonos akkor a Med(V)=0 a medián definíciója alapján ekvivalens azzal, hogy nullánál nagyobb és kisebb V értékek ugyanakkor valószínűséggel fordulnak elő;
Ho: P(V>0)=P(V<0)
p+=P(Y>X) és p-=P(Y<X)
Ho: {\displaystyle p_{+}=p_{-}} azt állítja, hogy a vizsgált populációban a személyek ugyanakkora hányadánál fordul elő, hogy Y értéke nagyobb X-nél és az, hogy X értéke nagyobb mint Y. Ekkor X,Y sztochasztikusan egyenlők.
Ha X, Y-ra nem teljesül a sztochasztikus egyenlőség akkor közük sztochasztikus egyenlőtlenség áll fenn.

## Sztochasztikus különbség
{\displaystyle \delta (Y,X)=p_{+}-p_{-}}
Megmutatja, hogy mennyivel nagyobb annak a valószínűsége, hogy Y nagyobb mint X, mint hogy X nagyobb Y-nál.
{\displaystyle \delta (Y,X)} értéke -1 és 1 között változhat. Ha pozitív, akkor Y sztochasztikusan nagyobb mint X, és ha negatív, akkor Y sztochasztikusan kisebb mint X.

## Valószínűségi fölény mutató
A(Y,X)={\displaystyle p_{+}+0.5p_{e}}
képlettel definiáljuk, ahol {\displaystyle p_{e}} Y és X változó egyenlőségének valószínűsége.
{\displaystyle p_{e}=P(X=Y)}
Folytonos V=Y-X változó esetén {\displaystyle p_{e}=0} miatt {\displaystyle A(Y,X)} egyszerűen azt mutatja, hogy milyen valószínűséggel fordul az elő, hogy az Y változó nagyobb az X változónál. Diszkrét esetben pedig azt, hogy milyen valószínűséggel fordul elő ugyanez, ha az {\displaystyle X=Y} esetek egyik fele valójában X fölényt, másik fele pedig valójában Y fölényt takar és csak a durva kerekítés eredményeképpen lépnek fel megegyező X és Y értékek. A valószínűségi fölény mutatója csak 0 és 1 közötti értékeket vehet föl. Ha {\displaystyle A(Y,X)=0.5}, akkor X és Y sztochasztikusan egyenlő. Az Y változó {\displaystyle A(Y,X)>0.5} esetén sztochasztikusan nagyobb, {\displaystyle A(Y,X)<0.5} esetén pedig sztochasztikusan kisebb, mint X.